# Filip Kanda
Filip Kanda (* 1968 Praha) je český novinář a diplomat.

## Život
Absolvoval obory obecné dějiny, španělská lingvistika a iberoamerikanistika na FF UK a společenská komunikace na univerzitě v kolumbijském Calí.
V letech 1993 až 1997 a 2002 až 2010 pracoval pro Českou televizi, kde se věnoval především zpravodajské činnosti zaměřené na oblasti Španělska a Latinské Ameriky. Zpracoval pro Českou televizi původní reportáže o teroristických útocích v Madridu v roce 2004, ale také o katastrofálním tsunami na konci stejného roku a o pohřbu papeže Jana Pavla II. Mezitím pobýval v Kolumbii, kde pracoval pro několik místních televizních a rozhlasových stanic.
1. února 2010 nastoupil na místo mluvčího ministerstva zahraničí, kde pracoval do července téhož roku.
Poté vstoupil do diplomatických služeb.